# 창원문성대학교 축구부
창원문성대학교 축구부(영어: Changwon Moonsung University  Football Club)는 대한민국 경상남도 창원시에 위치한 대학교 축구부이다. 창원문성대학교에서 운영햇던 대학 축구부이며, 2013년에 창단됐었다.

## 참고 문헌
- “KFA 통합경기정보 시스템”. 대한축구협회.

## 같이 보기
- 창원문성대학교